# Тања Јовићевић
Тања Јовићевић (Београд, 2. јун 1967) српска је певачица и чланица рок групе Октобар 1864.

## Биографски подаци
Тања се крајем 1984. године придружила групи Октобар 1864 коју је основао Горан Томановић. Својим гласом привукла је велику пажњу и добила титулу рок даме. Била је и чланица групе ЕКВ. Након распада групе Октобар 1864 1991. године и опроштајним концертом 1992. године у београдском Студентском културном центру. Са бившим колегом и пријатељем Жељком Митровићем снимила је Berklee Groove, пјесму Дур и мол. Тањи је најближи правац блуз а одувијек су је занимали мјузикл и позориште.